# Tārqolī
Tārqolī (persiska: تارقلی) är en ort i Iran.   Den ligger i provinsen Östazarbaijan, i den nordvästra delen av landet, 400 km väster om huvudstaden Teheran. Tārqolī ligger 1 584 meter över havet och antalet invånare är 333.
Terrängen runt Tārqolī är platt åt sydost, men åt nordväst är den kuperad. Tārqolī ligger nere i en dal. Runt Tārqolī är det ganska glesbefolkat, med 22 invånare per kvadratkilometer. Närmaste större samhälle är Hashtrūd, 11,5 km öster om Tārqolī. Trakten runt Tārqolī består i huvudsak av gräsmarker.